# Refrigeració per cicle d’aire

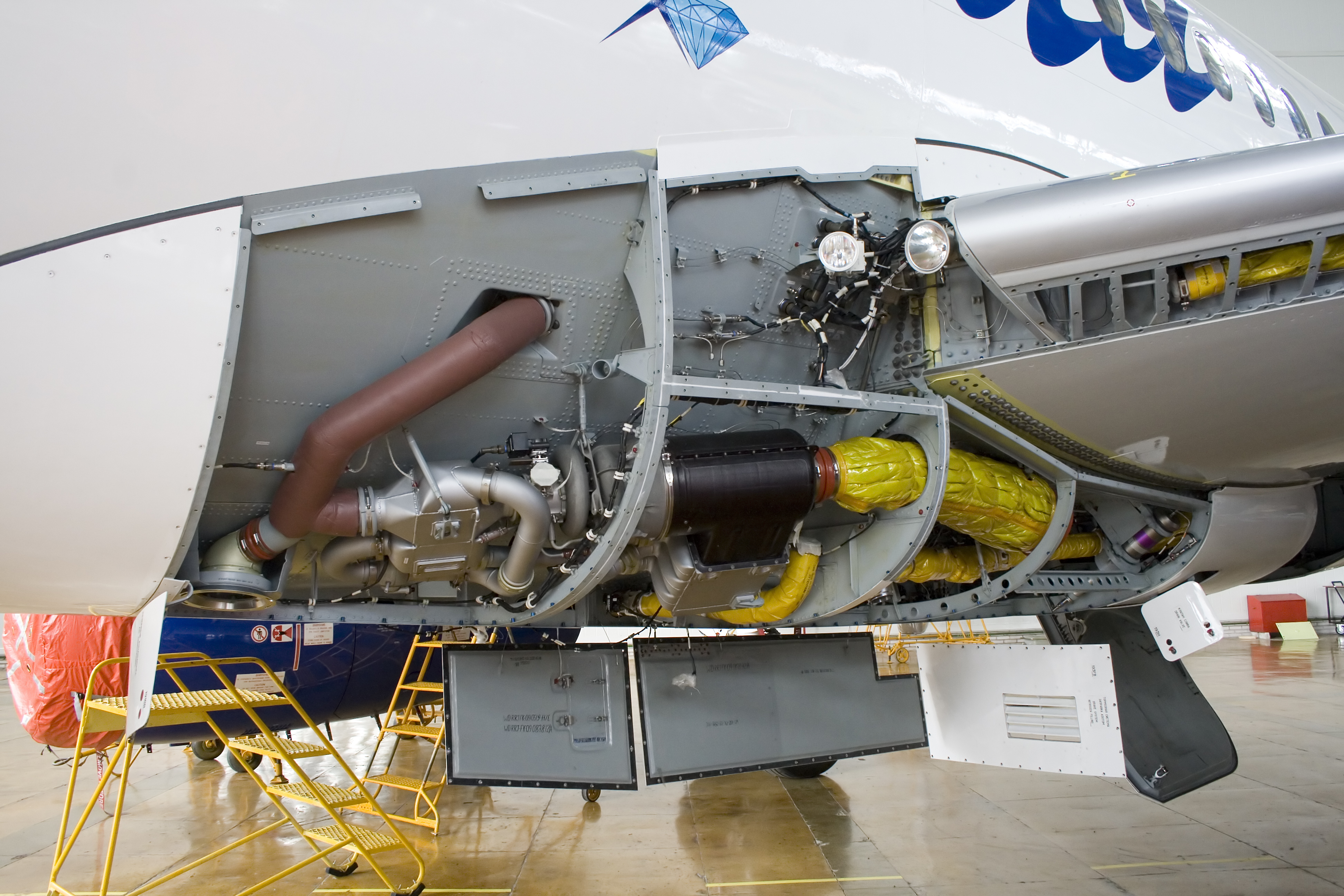
Conjunt que forma part de l'aire condicionat de l'avió Sukhoi Superjet 100, basat en el cicle d'aire.

Entre altres tècniques frigorífiques i de climatització, la refrigeració per cicle d'aire és un sistema basat en l'expansió d'aire comprimit combinada amb l'extracció d'energia a partir d'un motor o turbina.
Aquest sistema funciona com un invers del cicle de Brayton i s'anomena cicle de Joule, cicle de Bell Coleman o refrigeració per cicle d'aire.

## Història
El cicle d'aire fou emprat el segle xix en cambres frigorífiques de vaixells. Des de la introducció i generalització dels motors de reacció, els sistemes d'aire condicionat de molts avions es basen en el cicle esmentat.

## Efecte de refredament

Esquema simplificat d'un cicle Brayton o d'un cicle Joule-Bell Coleman.

Les consideracions teòriques són més senzilles analitzant un circuit tancat per qual circula l'aire. Les aplicacions pràctiques acostumen a ser molt diferents.

### Cas més senzill
El circuit consta d'un compressor, un radiador, una turbina d'expansió i un bescanviador.
- En el compressor, accionat per un motor, l'aire és comprimit i s'escalfa.
- L'aire calent passa a un radiador (generalment un bescanviador aire-aire) que el refreda parcialment.
- La turbina d'expansió fa que l'aire és refredi encara més, tot i rebaixant la pressió.
  - La turbina proporciona energia mecànica, aprofitada de forma adequada segons el projecte concret.
- L'aire de sortida de la turbina passa per un bescanviador que permet refredar el fluid desitjat que, generalment, es tracta d'aire.

#### Resum
L'aire comprimit amb un compressor (mitjançant una gran quantitat d'energia) es refreda i permet el seu ús segons el projecte previst. L'energia proporcionada per la turbina (molt menor que la que requereix el compressor) pot ser aprofitada per a moure dispositius auxiliars o per a ajudar a moure el compressor.

## Sistemes d'aire condicionat en avions

Esquema d'un Turboreactor

A partir del sistema bàsic explicat més amunt, hi ha diversos sistemes d'aire condicionat emprats en aviació.
El primer sistema fou projectat i fabricat per la firma Garrett AiResearch per a l'avió de caça Lockheed P-80 Shooting Star.

### Compressor
El compressor és el mateix que el del motor (o un dels motors) de l'avió. Una petita part de l'aire comprimit és derivat cap al sistema d'aire condicionat.

### Problemàtica
Solucionar tots els problemes del condicionament d'aire en un avió és relativament complicat. L'objectiu és clar: cal proporcionar a la tripulació i passatgers un aire amb les condicions adequades (temperatura, pressió, humitat, contingut d'oxigen…) a partir d'un aire exterior que es pot presentar en condicions extremes. En la pràctica les solucions són relativament variades i complexes. El sistema de cicle d'aire és prou senzill però necessita dispositius auxiliars que permetin regular les condicions de treball de cara a obtenir resultats satisfactoris i fiables.